# هارولد بالمر
هارولد بالمر (30 أغسطس 1890 - 12 فبراير 1967) (بالإنجليزية: Harold Palmer)‏ هو لاعب كريكت بريطاني (وحمل سابقاً جنسية المملكة المتحدة لبريطانيا العظمى وأيرلندا).